# كريم كوليبالي
كريم كوليبالي (بالفرنسية: Karim Coulibaly)‏ (3 يونيو 1993 في السنغال - ) هو لاعب كرة قدم سنغالي في مركز الوسط. شارك مع منتخب فرنسا تحت 18 سنة لكرة القدم ومنتخب فرنسا تحت 19 سنة لكرة القدم ومنتخب فرنسا تحت 20 سنة لكرة القدم. أما مع النوادي، فقد لعب مع نادي نانسي.

## وصلات خارجية
- كريم كوليبالي على موقع قاعدة بيانات كرة القدم.إي يو (الإنجليزية)
- كريم كوليبالي على موقع Soccerway.com (الإنجليزية)
- كريم كوليبالي على موقع عالم كرة القدم.نت (الإنجليزية)
- كريم كوليبالي على موقع AS.com (الإسبانية)